# Casiguran (Sorsogon)
Casiguran ist eine philippinische Stadtgemeinde in der Provinz Sorsogon. Sie hat 32.842 Einwohner (Zensus 1. August 2015), die in 25 Barangays lebten. Matnog gehört zur vierten Einkommensklasse der Gemeinden auf den Philippinen. Sie liegt ca. 15 km südlich der Provinzhauptstadt Sorsogon City an der Bucht von Sorsogon. Ihre Nachbargemeinden sind Sorsogon City im Norden, Gubat und Barcelona im Osten, Bulusan im Süden und Juban im Westen.

## Baranggays
| - Adovis (Pob.) - Boton - Burgos - Casay - Cawit - Central (Pob.) - Colambis - Escuala - Cogon - Inlagadian - Lungib - Mabini - Ponong | - Rizal - San Antonio (Boho) - San Isidro - San Juan - San Pascual - Santa Cruz - Somal-ot (Pob.) - Tigbao - Timbayog (Pob.) - Tiris - Trece Martirez - Tulay |